# فرانشيسكو لونارديني
فرانشيسكو لونارديني (بالإيطالية: Francesco Lunardini)‏ (مواليد 3 نوفمبر 1984 في تشيزينا - إيطاليا) لاعب كرة قدم إيطالي يلعب حاليا لصالح نادي الدرجة الأولى بارما الإيطالي منذ 2009 في مركز الوسط المهاجم .